# 迈克·弗兰茨
迈克·弗兰茨（德語：Maik Franz，1981年8月5日—），是一位德国足球运动员，擔任後衛。

## 生平
2001年之前在马格德堡队效力。后转会至沃尔夫斯堡队。其特点为一对一能力较强。2006年转会至卡尔斯鲁厄队，并签了3年的合同。在卡队的后防线上起着至关重要的作用。在球隊降級後，於2009年夏季以70萬歐元轉投法蘭克福，合約有效期至2013年6月30日。
2011年6月24日隨著法蘭克福降班德乙後，免費轉投剛回升德甲的哈化柏林，簽約至2014年夏季。

## 外部連結
- 卡爾斯魯厄 迈克·弗兰茨資料 （德文）
- Weltfussball.de 迈克·弗兰茨資料 （德文）